# Siegfried Hermle
Siegfried Hermle (* 22. April 1955 in Ludwigsburg) ist ein deutscher evangelischer Theologe und emeritierter Hochschullehrer.

## Leben
Von 1971 bis 1975 besuchte Hermle die Evangelisch-Theologischen Seminare in Schöntal und (Bad) Urach und von 1975 bis 1976 das Sprachenkolleg der Württembergischen Landeskirche. Von 1976 bis 1982 studierte er in Tübingen und München. Nach dem Vikariat (1982–1984) in Blaubeuren, der Promotion 1988 in Heidelberg und der Habilitation 1994 in Tübingen war er ab 2001 Professor für Kirchengeschichte an der Universität zu Köln.
Seine Forschungsschwerpunkte sind kirchliche Zeitgeschichte, württembergische Kirchen- und Kirchenverfassungsgeschichte und Verhältnis Kirche und Israel.

## Schriften (Auswahl)
- Evangelische Kirche und Judentum – Stationen nach 1945. Göttingen 1990, ISBN 3-525-55716-7.
- Kirchenleitung und Landessynode. Geschichte und Bedeutung der Landessynode in der württembergischen Landeskirchenverfassung im 19. und 20. Jahrhundert. Stuttgart 1995, ISBN 3-17-013907-X.
- Reformation und Gegenreformation in der Reichsgrafschaft Wiesensteig. Weißenhorn 1996, ISBN 3-87437-391-6.
- Reformationsgeschichte Württembergs in Porträts. Holzgerlingen 1999.
- Kirchengeschichte Württembergs in Portraits. Pietismus und Erweckungsbewegung. Holzgerlingen 2001
- Mit Dagmar Pöpping (Hrsg.): Zwischen Verklärung und Verurteilung. Phasen der Rezeption des evangelischen Widerstandes nach 1945. Göttingen 2017, ISBN 978-3-647-55790-8.
- mit Claudia Lepp und Harry Oelke (Bearb.): Christlicher Widerstand!? Evangelische Kirche und Nationalsozialismus. Leipzig 2019, ISBN 3-374-05933-3.
- mit Henning Pahl (Hrsg.): Medien des Kirchenkampfes. Göttingen 2025, ISBN 978-3-525-50220-4.